# محمد إبراهيم بوعلو
محمد إبراهيم بوعلو (28 مارس 1936 - 23 فبراير 2024) روائي وقاص مغربي، يعتبر من رواد القصة القصيرة بالمغرب. له إسهامات في القصة وقصة الطفل والمسرحية والسيناريو السينمائي.

## مسيرته
وُلد محمد إبراهيم بوعلو في 28 مارس 1936)بمدينة سلا. عمل في تدريس الفلسفة لمدة 37 سنة بكلية الآداب والعلوم الإنسانية بالرباط، من 1961 إلى 1997 (شعبة الفلسفة وعلم الاجتماع وعلم النفس). من مؤسسي اتحاد كتاب المغرب، وعضو بمكتبه المركزي الأول.

## مؤلفاته
لقد كتب محمد إبراهيم بوعلو عدداً من القصص في تصوير واقع البؤس والحرمان الذي عانى مرارته المغاربة طوال الستينيات. ونشر معظمها في الصِّحافة الوطنية، قبل أن ينشرها في مجموعات اسم «السقف»، 1970.
نشر كتاباته بمجموعة من المنابر، منها: التحرير، الرأي العام (سوريا)، فلسطين، المحرر، الاتحاد الاشتراكي، أقلام، وغيرها.
من مؤلفاته:
- السقف: قصص
- الجولة الأولى: مسرحية
- أربعة طلاب: مسرحية
- الفارس والحصان: قصص
- الاتفاق: مسرحية
- عودة الأوباش: دعونا نمثل، وثائق من القرن العشرين: ثلاثة مسرحيات
- 50  أقصوصة في خمسين دقيقة
- الهروب: رواية
- الحوت والصياد
- الأمر يهمك
- الصورة الكبيرة

## تكريم
تُمنح جائزة محمد إبراهيم بوعلو للقصة القصيرة جدا منذ سنة 2007.